# الأسلحة النووية والولايات المتحدة

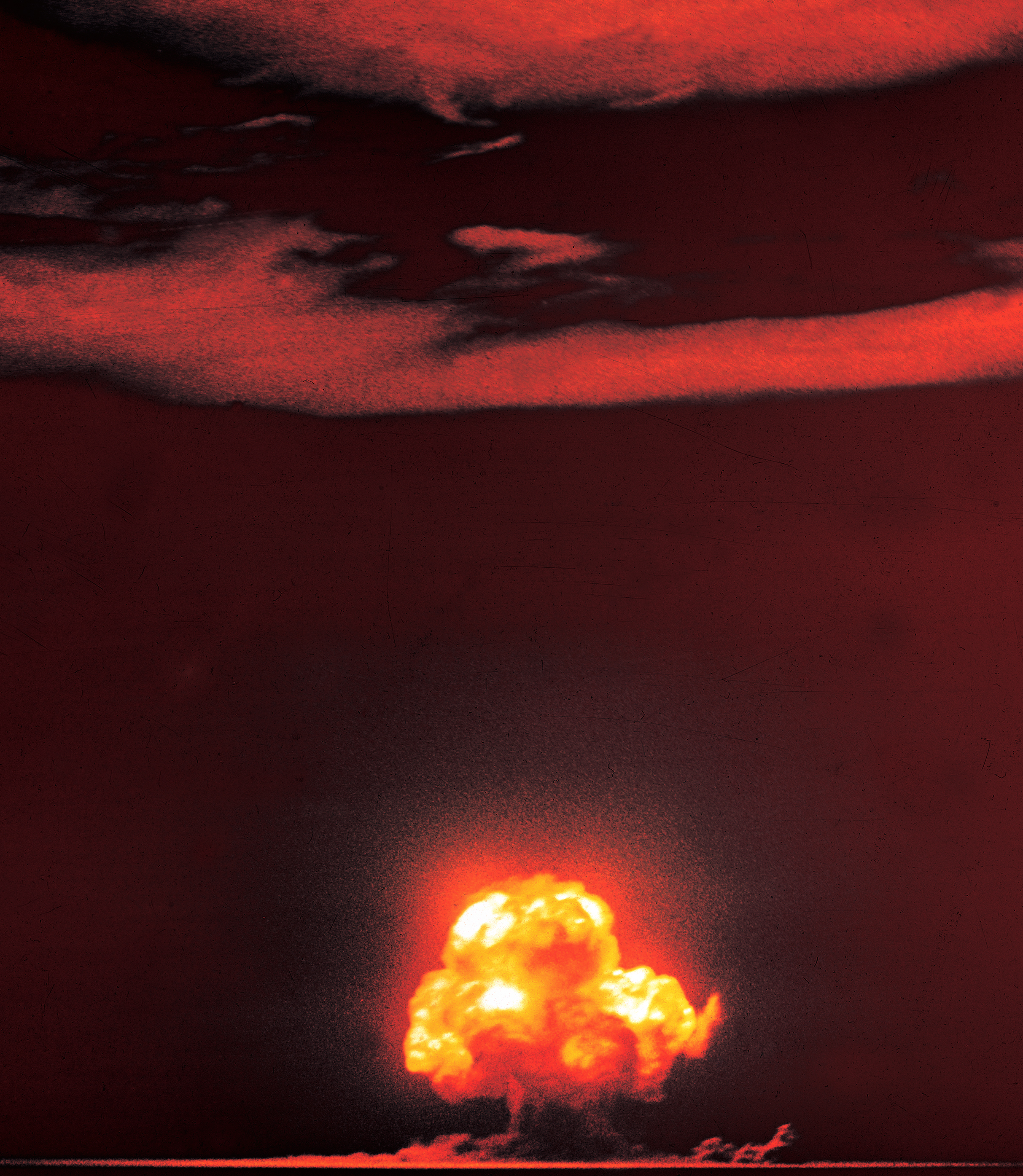
كان "الثالوث" الانفجار الأول في تجارب الأسلحة النووية في العالم

كانت الولايات المتحدة أول دولة تطور أسلحة نووية، وهي الدولة الوحيدة التي استخدمتها في الحرب، مع التفجيرات المنفصلة في هيروشيما وناجازاكي في الحرب العالمية الثانية. قبل وأثناء الحرب الباردة، أجرت أكثر من ألف تجربة نووية وطورت العديد من أنظمة إيصال الأسلحة بعيدة المدى.
بين عامي 1940 و 1996، أنفقت الولايات المتحدة 8.75 تريليون دولار على الأقل من حسابات الوقت الحاضر  على تطوير الأسلحة النووية، بما في ذلك تطوير منصات (الطائرات والصواريخ والمرافق) والقيادة والسيطرة، والصيانة، وإدارة النفايات والتكاليف الإدارية. ويقدر أنه منذ عام 1945 أنتجت الولايات المتحدة أكثر من 70,000 رأس نووي، وهو ما يزيد عن الدول الحائزة للأسلحة النووية الأخرى مجتمعة. وقد بنت الاتحاد السوفياتي / روسيا حوالي 55,000 رأس حربي نووي منذ عام 1949، وبنت فرنسا 1110 رأس حربي نووي منذ عام 1960، والذي بني في المملكة المتحدة هو 835 رأس حربي منذ عام 1952، وبنت الصين نحو 600 رأس حربي منذ عام 1964، والقوى النووية الأخرى مجتمعة بنت أقل من 500 رأس حربي منذ أن بدأت بتطوير أول رأس حربي نووي لهم. حتى نوفمبر تشرين الثاني عام 1962، كانت الغالبية العظمى من التجارب النووية للولايات المتحدة تجرى فوق سطح الأرض. بعد قبول معاهدة الحظر الجزئي، تم انزال جميع التجارب تحت الأرض، وذلك لمنع تشتت الغبار النووي.
بحلول عام 1998، دُفع 759 مليون دولار على الأقل لسكان جزر مارشال تعويضًا عن تعرضهم للتجارب النووية الأمريكية. بحلول فبراير 2006، دُفع أكثر من 1.2 مليار دولار تعويضًا للمواطنين الأمريكيين المعرضين للمخاطر النووية نتيجةً لبرنامج الأسلحة النووية الأمريكي.
تمتلك الولايات المتحدة وروسيا أعدادًا متقاربة من الرؤوس الحربية النووية. تمتلك هاتان الدولتان معًا أكثر من 90% من الرؤوس الحربية النووية في العالم. اعتبارًا من عام 2019، امتلكت الولايات المتحدة مخزونًا من 6,185 من الرؤوس الحربية النووية، من بينها، 2,385 مسحوبة بانتظار التفكيك و3,800 جزء من مخزون الولايات المتحدة. ذكرت الولايات المتحدة في معاهدة ستارت الجديدة الصادرة في مارس 2019 أنها نشرت 1,365 من الرؤوس الحربية المخزنة على 656 صاروخ باليستي عابر للقارات وصاروخ باليستي يطلق من الغواصة وقاذفات إستراتيجية.

## تاريخ التطور

### مشروع مانهاتن
بدأت الولايات المتحدة في تطوير الأسلحة النووية لأول مرة في الحرب العالمية الثانية بأمر من الرئيس فرانكلين روزفلت عام 1939، بدافع الخوف من انخراطهم في سباق مع ألمانيا النازية لتطوير سلاح مثل هذا. بعد بداية بطيئة تحت إشراف المكتب الوطني للمعايير، وبناءً على طلب العلماء البريطانيين والإداريين الأمريكيين، وُضع البرنامج تحت إدارة مكتب البحث والتطوير العلميين، وفي عام 1942 نُقل رسميًا إلى رعاية القوات البرية للولايات المتحدة. أصبح معروفًا باسم مشروع مانهاتن، وهو مشروع أمريكي وبريطاني وكندي مشترك. بُني تحت إشراف الجنرال ليزلي غروفز أكثر من ثلاثين موقعًا مختلفًا للبحث في المكونات المتعلقة بصنع القنابل وإنتاجها واختبارها. شملت هذه المواقع مختبر لوس ألاموس الوطني في لوس ألاموس، نيومكسيكو، تحت إشراف الفيزيائي روبرت أوبنهايمر، ومرفق إنتاج البلوتونيوم هانفورد في واشنطن، ومجمع الأمن القومي واي-12 في تينيسي.
عبر الاستثمار المكثف في استنسال البلوتونيوم في المفاعلات النووية المبكرة وفي عمليات التخصيب الكهرومغناطيسي والتخصيب بالانتشار الغازي لإنتاج اليورانيوم 235، تمكنت الولايات المتحدة من تطوير ثلاث أسلحة قابلة للاستخدام بحلول منتصف عام 1945. يُعد اختبار ترينيتي سلاح بلوتونيوم من نمط الانضغاط الداخلي اختبر في 16 يوليو 1945، بقدرة تدميرية بلغت نحو 20 كيلوطن.
أمام الغزو المخطط له لجزر اليابان الأم الذي كان مقررًا أن يبدأ في 1 نوفمبر 1945، ومع عدم استسلام اليابان، أمر الرئيس هاري ترومان بشن غارات نووية على اليابان. في 6 أغسطس 1945، فجرت الولايات المتحدة قنبلة يورانيوم بتصميم مشابه لتجميع البندقية، الولد الصغير، فوق مدينة هيروشيما اليابانية بقدرة تدميرية بلغت نحو 15 كيلو طن من مادة تي إن تي، قتلت نحو 70,000 شخص، من بينهم 20,000 مقاتل ياباني و20,000 عامل عبد كوري، ودمرت نحو 50,000 مبنى (بما في ذلك مقر الجيش العام الثاني ومقر الشعبة الخامسة). وبعد ثلاثة أيام، في 9 أغسطس، هاجمت الولايات المتحدة ناغازاكي باستخدام قنبلة بلوتونيوم من نمط الانضغاط الداخلي، الرجل البدين، بانفجار عادل نحو 20 كيلوطن من مادة تي إن تي، فدمرت 60% من المدينة وقتلت نحو 35,000 شخص، من بينهم 23,200-28,200 عامل ذخيرة ياباني، و2,000 عامل كوري من العبيد، و150 مقاتلًا يابانيًا.
بدأ نفاذ قانون الطاقة الذرية لعام 1946 (المعروف باسم قانون مكماهون) في 1 يناير 1947، وسُلم مشروع مانهاتن رسميًا إلى هيئة الطاقة الذرية الأمريكية.
أُلغيت منطقة مانهاتن في 15 أغسطس 1947.

### في أثناء الحرب الباردة
بين عامي 1945 و1990، طُور أكثر من 70,000 رأس حربي، في أكثر من 65 نوع مختلف، تتراوح قدرتها التدميرية من نحو 0.01 كيلوطن (مثل قذيفة دافي كروكيت المحمولة) إلى 25 ميغاطن مثل قنبلة بي 41. أنفقت الولايات المتحدة بين عامي 1940 و 1996، ما لا يقل عن 9.49 تريليون دولار بالقيمة الحالية على تطوير الأسلحة النووية. أُنفق أكثر من نصف المبلغ على بناء آليات إيصال السلاح. وأُنفق 595 مليار دولار أمريكي بالقيمة الحالية على إدارة المخلفات النووية والإصلاح البيئي.
تُعد مدينة ريتشلاند، واشنطن، أول مدينة تُؤسس لدعم إنتاج البلوتونيوم في موقع هانفورد النووي القريب، لتزويد ترسانة الأسلحة النووية الأمريكية بالطاقة. أنتجت البلوتونيوم للاستخدامه في القنابل الذرية في الحرب الباردة.
طوال الحرب الباردة، هدد كل من الولايات المتحدة والاتحاد السوفيتي بهجوم نووي شامل في حالة الحرب، بصرف النظر عما إذا كانت صدامًا تقليديًا أم نوويًا. دعت العقيدة النووية الأمريكية إلى عقيدة الدمار المتبادل المؤكد (إم إيه دي)، التي تقتضي هجومًا نوويًا كبيرًا على أهداف إستراتيجية ومراكز سكانية رئيسة في الاتحاد السوفيتي وحلفائه. صاغ الاستراتيجي الأمريكي دونالد برينان مصطلح «الدمار المتبادل المؤكد» عام 1962. ونُفذت عقيدة الدمار المتبادل المؤكد عبر نشر الأسلحة النووية في وقت واحد على ثلاثة أنواع مختلفة من منصات الأسلحة.

### بعد الحرب الباردة
بعد نهاية الحرب الباردة عام 1989 وتفكك الاتحاد السوفيتي عام 1991، قُلص البرنامج النووي الأمريكي كثيرًا، فوقف برنامجه للتجارب النووية، ووقف إنتاجه لأسلحة نووية جديدة، وخفض مخزونه بمقدار النصف بحلول منتصف التسعينيات في عهد الرئيس بيل كلينتون. أُغلقت العديد المنشآت النووية السابقة، وأصبحت مواقعها أهدافًا للإصلاح البيئي المكثف. أُعيد توجيه جهود إنتاج الأسلحة إلى إدارة المخزونات، في محاولة للتنبؤ بسلوك الأسلحة القديمة دون استخدام تجارب نووية شاملة. وُفر المزيد من التمويل لبرامج مكافحة انتشار الأسلحة النووية، مثل مساعدة دول الاتحاد السوفييتي السابق على إزالة مواقعها النووية السابقة ومساعدة روسيا في جهودها الرامية إلى تخزين وتأمين مخزونها النووي الموروث. بحلول فبراير 2006، دُفع أكثر من 1.2 مليار دولار بموجب قانون التعويض عن التعرض للإشعاعات لعام 1990 للمواطنين الأمريكيين المعرضين للمخاطر النووية نتيجة لبرنامج الأسلحة النووية الأمريكي. وبحلول عام 1998 دفع 759 مليون دولار على الأقل لسكان جزر مارشال تعويضًا عن تعرضهم للتجارب النووية الأمريكية، ودفع أكثر من 15 مليون دولار إلى الحكومة اليابانية بعد تعرض مواطنيها وإمدادات الغذاء للتهاطل النووي من اختبار «برافو» عام 1954. وفي عام 1998، أنفقت البلاد ما مجموعه 35.1 مليار دولار على برامج الأسلحة النووية والبرامج المتعلقة بالأسلحة.
تستكشف كيت براون -في كتاب بلوتوبيا 2013: الأسر النووية، والمدن الذرية، وكوارث البلوتونيوم السوفيتية والأمريكية الكبرى (أكسفورد)- صحة المواطنين المتضررين في الولايات المتحدة، و«الكوارث بطيئة الحركة» التي ما تزال تهدد البيئات حيث توجد المحطات. وفقًا لبراون، أطلقت المحطات في هانفورد -على مدى أربعة عقود- ملايين الكوري (وحدة قياس) من النظائر المشعة في البيئة المحيطة. تقول براون إن معظم هذا التلوث الإشعاعي كان جزءًا من العمليات الطبيعية على مر السنين في هانفورد، لكن حوادث لم تكن متوقعة حدثت وأبقت إدارة المحطة هذا سرًا، مع استمرار التلوث دون هوادة. وحتى اليوم، ومع استمرار تهديدات التلوث على الصحة والبيئة، ما تزال الحكومة تحتفظ بمعرفة المخاطر المرتبطة عن العامة.